# FMA SAIA 90
Die FMA SAIA 90 war ein Jagdflugzeug-Projekt des argentinischen Herstellers Fábrica Argentina de Aviones.

## Geschichte und Konstruktion
Dornier unterstützte FMA bei der Entwicklung der FMA IA 63 Pampa. Diese Zusammenarbeit war so fruchtbar, dass man beschloss, ab Mitte der 1980er Jahre gemeinsam ein neues Jagdflugzeug zu entwickeln. Die Maschine sollte zumindest zum Teil über Stealth-Eigenschaften verfügen. Das angestrebte Ergebnis hatte eine ähnliche Auslegung wie die Northrop YF-17, allerdings waren die Tragflächen etwas höher angesetzt und weiter nach vorne gezogen, also fast Deltaflügel. Die Entwicklungsarbeiten waren weit fortgeschritten, jedoch hatte sich die finanzielle Situation von FMA soweit verschlechtert, dass klar wurde, dass das Projekt nicht alleine umgesetzt werden konnte. Die Suche nach möglichen Partnern verlief jedoch erfolglos, sodass die Entwicklung eingestellt werden musste.

## Technische Daten
| Kenngröße             | Daten (geplant)                                                                                               |
| --------------------- | --- |
| Besatzung             | 1 |
| Länge                 | 15,53 m |
| Spannweite            | 10,95 m |
| Höhe                  | 3,96 m |
| Flügelfläche          | 30 m² |
| Leermasse             | 7.800 kg |
| max. Startmasse       | 14.500 kg |
| Reisegeschwindigkeit  | ? km/h |
| Höchstgeschwindigkeit | Mach 2,25 |
| Dienstgipfelhöhe      | ? m |
| Reichweite            | 3.380 km |
| Triebwerke            | 2 × General Electric F404                                                                                     |
| Bewaffnung            | 1 × Mauser 27-mm-Maschinenkanone 11 Aufhängepunkte unter dem Rumpf und den Tragflächen für Bomben und Raketen |